# A Lyga 2017
La A Lyga 2017 es la edición número 28 de la A Lyga. La temporada comenzó el 3 de marzo y terminará el 19 de noviembre. Žalgiris es el vigente campeón.

## Sistema de competición
Los equipos jugaron entre sí, todos contra todos, cuatro veces, totalizando 28 partidos cada uno. Al término de la Fase regular, los seis primeros se clasificaron al Grupo campeonato. El último clasificado descendió a la 1 Lyga, mientras que el penúltimo clasificado jugó el Play-off de relegación contra el subcampeón de la 1 Lyga 2017 el cual determinó cual de los dos jugará en la A Lyga la próxima temporada.
Los seis equipos que se clasificaron al Grupo campeonato jugarán entre sí, todos contra todos, dos veces, totalizando 10 partidos más cada uno. Los resultados obtenidos en esta fase se sumaron a los obtenidos en la anterior. Al final de las 38 jornadas, el primer clasificado obtuvo acceso a la primera ronda de la Liga de Campeones 2018-19. El segundo y tercer clasificado obtuvieron pase para la primera ronda de la Liga Europea 2018-19.
Un tercer pase para la Liga Europea 2018-19 fue asignado al campeón de la Copa de Lituania.

## Ascensos y descensos
| Pos. | Ascendido de 1 Lyga 2016 |
| ---- | ------------------------ |
| 1    | Šilas - sin efecto       |

| Pos. | Descendido de A Lyga 2016 |
| ---- | ------------------------- |
| 8    | Kauno - sin efecto        |

## Equipos participantes
En febrero de 2017 el FK Lietava obtuvo el permiso para cambiar su nombre a FK Jonava.
El 24 de febrero de 2017 la Federación Lituana de Fútbol anunció que el Šilas no podía competir en la A Lyga por motivos federativos. Su puesto lo ocupó el Kauno Žalgiris, que había descendido la temporada anterior.
| Club           | Ciudad      | Estadio                    | Capacidad |
| -------------- | ----------- | -------------------------- | --------- |
| Atlantas       | Klaipėda    | Žalgiris Stadium           | 15.030    |
| Jonava         | Jonava      | Estadio Central de Jonava  | 3.000     |
| Kauno Žalgiris | Kaunas      | Nacionalinės Akademijos    | 1.500     |
| Stumbras       | Kaunas      | Darius and Girėnas Stadium | 9.800     |
| Sūduva         | Marijampolė | ARVI Football Arena        | 6.250     |
| Trakai         | Trakai      | Estadio LFF                | 5.400     |
| Utenis         | Utena       | Utenas stadionas           | 3.000     |
| Žalgiris       | Vilnius     | Estadio LFF                | 5.400     |

## Fase regular

### Clasificación
| Pos. | Equipo         | Pts. | PJ | G  | E  | P  | GF | GC | Dif. | Clasificación 2017                                                     |
| ---- | -------------- | ---- | -- | -- | -- | -- | -- | -- | ---- | ---------------------------------------------------------------------- |
| 1    | Sūduva         | 59   | 28 | 17 | 8  | 3  | 65 | 18 | +47  | Ronda por el campeonato                                                |
| 2    | Žalgiris       | 58   | 28 | 17 | 7  | 4  | 51 | 22 | +29  | Ronda por el campeonato                                                |
| 3    | Trakai         | 54   | 28 | 15 | 9  | 4  | 45 | 22 | +23  | Ronda por el campeonato                                                |
| 4    | Atlantas       | 33   | 28 | 8  | 9  | 11 | 33 | 33 | 0    | Ronda por el campeonato                                                |
| 5    | Utenis         | 32   | 28 | 8  | 8  | 12 | 24 | 41 | −17  | Ronda por el campeonato                                                |
| 6    | Jonava         | 31   | 28 | 8  | 7  | 13 | 29 | 45 | −16  | Ronda por el campeonato                                                |
| 7    | Stumbras (O)   | 22   | 28 | 4  | 10 | 14 | 23 | 42 | −19  | Promoción por la permanencia y Primera ronda de la Liga Europa 2018-19 |
| 8    | Kauno Žalgiris | 15   | 28 | 3  | 6  | 19 | 19 | 56 | −37  | Descenso a la I Lyga 2018                                              |

Actualizado a los partidos jugados el 22 de octubre de 2017.
 Fuente: Soccerway
Notas:
1. ↑  Tras ganar la Copa de Lituania, el Stumbras  obtiene una plaza para participar en la Liga Europa 2018-19.

### Tabla de resultados cruzados
| Local \ Visitante | ATL | JON | KAU | SUD | STU | TRA | UTE | ZAL |
| ----------------- | --- | --- | --- | --- | --- | --- | --- | --- |
| Atlantas          | —   | 0–1 | 3–1 | 1–1 | 4–1 | 1–1 | 2–2 | 1–2 |
| Jonava            | 0–2 | —   | 5–2 | 1–4 | 1–2 | 0–0 | 1–0 | 0–2 |
| Kauno Žalgiris    | 0–1 | 1–3 | —   | 0–2 | 0–0 | 1–1 | 0–1 | 2–0 |
| Sūduva            | 0–0 | 3–3 | 3–1 | —   | 2–0 | 1–1 | 2–1 | 0–0 |
| Stumbras          | 1–1 | 1–0 | 3–0 | 1–2 | —   | 1–1 | 1–1 | 1–3 |
| Trakai            | 4–1 | 1–0 | 4–1 | 2–0 | 1–0 | —   | 1–0 | 0–1 |
| Utenis            | 0–3 | 1–1 | 1–0 | 2–4 | 0–0 | 1–0 | —   | 0–4 |
| Žalgiris          | 1–0 | 2–1 | 1–0 | 3–1 | 4–1 | 1–1 | 0–1 | —   |

| Local \ Visitante | ATL | JON | KAU | SUD | STU | TRA | UTE | ZAL |
| ----------------- | --- | --- | --- | --- | --- | --- | --- | --- |
| Atlantas          | —   | 0–1 | 1–1 | 1–2 | 3–2 | 0–1 | 0–1 | 1–1 |
| Jonava            | 2–1 | —   | 2–1 | 0–5 | 1–1 | 1–3 | 1–3 | 1–2 |
| Kauno Žalgiris    | 0–1 | 1–0 | —   | 1–5 | 0–2 | 1–2 | 1–1 | 1–1 |
| Sūduva            | 1–1 | 1–1 | 5–0 | —   | 4–2 | 5–1 | 2–0 | 3–0 |
| Stumbras          | 0–3 | 0–0 | 0–1 | 1–3 | —   | 0–0 | 0–3 | 1–1 |
| Trakai            | 2–0 | 0–0 | 5–1 | 2–3 | 1–0 | —   | 3–0 | 2–2 |
| Utenis            | 1–1 | 1–2 | 0–0 | 1–0 | 1–1 | 0–4 | —   | 1–2 |
| Žalgiris          | 3–0 | 5–0 | 3–1 | 1–1 | 1–0 | 0–1 | 5–0 | —   |

## Grupo campeonato

### Clasificación
| Pos. | Equipo     | Pts. | PJ | G  | E  | P  | GF | GC | Dif. | Clasificación 2018–19                 |
| ---- | ---------- | ---- | -- | -- | -- | -- | -- | -- | ---- | ------------------------------------- |
| 1    | Sūduva (C) | 71   | 33 | 21 | 8  | 4  | 73 | 31 | +42  | Primera ronda de la Liga de Campeones |
| 2    | Žalgiris   | 67   | 33 | 20 | 7  | 6  | 62 | 31 | +31  | Primera ronda de la Liga Europa       |
| 3    | Trakai     | 64   | 33 | 18 | 10 | 5  | 53 | 27 | +26  | Primera ronda de la Liga Europa       |
| 4    | Jonava     | 38   | 33 | 10 | 8  | 15 | 40 | 53 | −13  |                                       |
| 5    | Atlantas   | 36   | 33 | 8  | 12 | 13 | 39 | 43 | −4   |                                       |
| 6    | Utenis     | 33   | 33 | 8  | 9  | 16 | 30 | 56 | −26  |                                       |

Actualizado a los partidos jugados el 19 de noviembre de 2017.
 Fuente: Soccerway

### Tabla de resultados cruzados
| Local \ Visitante | ATL | JON | SUD | TRA | UTE | ZAL |
| ----------------- | --- | --- | --- | --- | --- | --- |
| Atlantas          | —   | —   | —   | —   | 2–2 | 0–3 |
| Jonava            | 2–2 | —   | —   | —   | 3–0 | —   |
| Sūduva            | 1–0 | 2–1 | —   | —   | —   | 3–0 |
| Trakai            | 2–2 | 2–1 | 1–0 | —   | —   | —   |
| Utenis            | —   | —   | 1–2 | 1–3 | —   | —   |
| Žalgiris          | —   | 2–4 | —   | 1–0 | 5–2 | —   |

## Play-off de relegación
Fue jugado entre el penúltimo clasificado de la liga y el subcampeón de la 1 Lyga 2017.
| Ida; 28 de octubre de 2017 | Banga Gargždai           | 1:2 (1:1) | Stumnbras                           | Gargždų stadionas, Gargždai                                |                                                            |
| 18:00                      | - Krušnauskas 16' (pen.) | Reporte   | - Armanavičius 4' - André Lopes 67' | Asistencia: 600 espectadores Árbitro(s): Edmundas Gaigalas | Asistencia: 600 espectadores Árbitro(s): Edmundas Gaigalas |

| Vuelta; 4 de noviembre de 2017 | Stumbras                           | 3:0 (1:0) (Global 5:1) | Banga Gargždai | Estadio NFA, Kaunas                                         |                                                             |
| 13:00                          | - Rezende 39', 73' - Barauskas 50' | Reporte                |                | Asistencia: 200 espectadores Árbitro(s): Robertas Valikonis | Asistencia: 200 espectadores Árbitro(s): Robertas Valikonis |

## Goleadores
| Pos. | Jugador           | Club     | Goles |
| ---- | ----------------- | -------- | ----- |
| 1    | Darvydas Šernas   | Žalgiris | 18    |
| 2    | Karolis Laukžemis | Sūduva   | 14    |
| 3    | Elivelto          | Žalgiris | 12    |
| 4    | Andrei Panyukov   | Atlantas | 11    |
| 5    | Maksim Maksimov   | Trakai   | 10    |